# Les Rivières pourpres (film)
Pour les articles homonymes, voir Les Rivières pourpres.
Série
Les Rivières pourpres 2 : Les Anges de l'apocalypse
(2004)
Pour plus de détails, voir Fiche technique et Distribution.
Les Rivières pourpres est un thriller policier français réalisé par Mathieu Kassovitz et sorti en 2000.
Il s'agit d'une adaptation du roman du même nom de Jean-Christophe Grangé.
Le film suit une légende vivante de la police française, le commissaire Pierre Niémans (Jean Reno). Il se rend dans la ville universitaire de Guernon, afin d'enquêter sur le meurtre du bibliothécaire de la faculté locale, dont le corps a été retrouvé dans la montagne, suspendu dans le vide et sauvagement mutilé. Dans la petite ville de Sarzac, à environ deux cents kilomètres de Guernon, le jeune lieutenant Max Kerkérian (Vincent Cassel) enquête quant à lui sur la profanation de la tombe d'une certaine Judith Hérault, morte dans un accident de la circulation en 1982, à l'âge de 10 ans. À Guernon, Niémans découvre un second cadavre, qui porte les mêmes traces de mutilation que la première victime. Il n'est autre que le suspect recherché par Kerkérian.
Malgré des critiques partagées, le film est un succès commercial, y compris à l'étranger. Il sera suivi d'une suite, Les Rivières pourpres 2 : Les Anges de l'apocalypse. Le film récolte par ailleurs cinq nominations aux César du cinéma. Le roman sera ensuite adapté en série télévisée.

## Synopsis
Le commissaire Niémans arrive sur les lieux, où un gendarme, le capitaine Dahmane (Karim Belkhadra), lui explique que Rémy Caillois, un bibliothécaire de l'université de Guernon, est retrouvé mort dans la montagne. Peu de temps après, Niémans se rend au service mortuaire de l'hôpital universitaire. Sur la route, il apprend que l’université possède de nombreuses particularités : réunissant 1200 étudiants et reconnue pour son excellent niveau, elle abrite également une maternité qui accueille toutes les naissances de la région et dans laquelle de nombreux étudiants du campus sont nés. À la morgue, le médecin légiste lui explique que le corps de Caillois a subi diverses tortures, à savoir des mutilations ainsi que les mains sectionnées. Le corps est également recroquevillé en position fœtale. Bien après, le commissaire se rend chez le docteur Chernezé (Jean-Pierre Cassel) pour avoir son avis par rapport au meurtre du bibliothécaire. Celui-ci lui indique que le tueur lui laisse des indices.
À Sarzac, deux policiers viennent chercher le lieutenant Max Kerkérian pour deux faits : une profanation dans un cimetière et un cambriolage dans une école. Celui-ci étant motivé, il décide de commencer par enquêter sur la profanation. Sur les lieux, Kerkérian découvre la tombe de Judith Hérault, décédée à l'âge de 10 ans, lors d'un accident de la route. Il se rend ensuite à l'école primaire cambriolée où, à première vue, rien n'a été volé. Il en profite pour demander des renseignements sur Judith Hérault et s'aperçoit avec la directrice d'école que plusieurs pages du registre annuel des élèves ainsi que des photos ont été arrachées et volées. Le lieutenant se rend alors à un poste autoroutier, où un homme appelé par un surnom, « Le Fossoyeur », lui remet un dossier contenant des photos de la fillette décédée ainsi qu'une adresse qui lui permettra de retrouver la mère de la petite fille tuée.
De son côté, Niémans rencontre le recteur de l'université ainsi que son fils, Hubert, qui lui montre la chambre de Caillois. Niémans découvre un cahier rempli de notes et de photos, où le titre de cet ouvrage est en latin. Bien après, il rencontre la jeune Fanny Ferreira (Nadia Farès), spécialiste des montagnes, qui l'aidera pour son enquête. Quelque temps après, Niémans accompagne la spécialiste lors de recherches dans un glacier. Poussé à trouver des indices, celui-ci descend dans une cavité glacière et découvre le corps d'un deuxième individu : Philippe Sertys (Olivier Morel), une personne également passée par l'université.
Le lieutenant Kerkérian se rend à un couvent, où il rencontre la mère de la fillette, Sœur Andrée (Dominique Sanda). Cette dernière y vit recluse, plongée dans l'obscurité. Quelques instants après, les deux hommes enquêtent alors sur cette deuxième victime à partir de son appartement. Ils retournent à la morgue de l'université, où ils découvrent que Sertys n'a pas subi de tortures cette fois, mais a les mains coupées et les globes oculaires remplacés par des yeux en verre (la première victime avait les cavités oculaires remplies d'eau de montagne), ce qui amène Niémans à arrêter le Dr Chernezé devenu alors suspect principal. Sur place, les deux policiers découvrent le médecin crucifié, les yeux arrachés et une phrase au-dessus de lui : « Je remonterai à la source des rivières pourpres ». Ils sont alors surpris par le tueur qui s'échappe. Niémans, blessé légèrement au visage, essuie des tirs de sa propre arme. Kerkérian tente de rattraper le tueur; celui-ci, très endurant, finit par le semer. Bien après la poursuite, les deux policiers comprennent alors que leurs affaires se rejoignent pour n'en faire qu'une seule. Plus tard, Niémans raccompagne Fanny chez elle, tandis que Kerkérian retourne à Sarzac ouvrir la tombe de Judith Hérault afin de savoir si elle est réellement morte. Le caveau se révèle vide avec uniquement une photo de Judith à l’intérieur.
De retour à l'Université, Niémans et Kerkérian découvrent ce qu'il se passe dans l'établissement : l'université sert à créer une sorte de nouvelle race humaine en sélectionnant des couples vigoureux et intellectuels parmi les étudiants (expliquant l’exigence physique et intellectuelle dont témoignent tous les étudiants). Cette sélection des unions, appelée eugénisme, implique cependant une consanguinité qui nécessite d’échanger les nouveau-nés malades ou handicapés avec des enfants bien portants (pris à des couples de montagnards) nés au sein de la maternité de l’Université. En retournant vers le village, ils sont poursuivis par le fils du recteur qui tente de les réduire au silence. Les deux policiers réussissent tant bien que mal à arrêter cette poursuite mortelle et perquisitionnent le domicile de Ferreira. Ils découvrent alors la cave qui a servi à torturer et à assassiner les deux premières victimes. Fanny a quitté sa maison avec les grenades lui servant à déclencher des avalanches, laissant présager qu’elle souhaite détruire l’université avec une traînée de neige. Niémans et Kerkérian se dirigent alors vers le téléphérique où une vingtaine de gendarmes, dont le capitaine, s'apprêtent à embarquer. Les deux policiers embarquent seuls et se rendent sur le versant d'une montagne afin d'arrêter Fanny. Celle-ci leur ordonne de ne rien faire, autrement elle provoquera une avalanche. Ils tombent sur la vraie criminelle, la sœur jumelle de Fanny, Judith Hérault, que tout le monde croyait morte percutée par un 38 tonnes. Kerkérian s'occupant de neutraliser Hérault, Niémans tente de tout faire arrêter en expliquant à Ferreira la situation, mais est maîtrisé par la sœur jumelle qui a réussi à mettre à terre l'autre inspecteur. Kerkérian, peu après, tire sur Ferreira qui tire alors sur sa sœur, provoquant alors une avalanche où les deux inspecteurs ainsi que Ferreira réussissent à rester en vie. Judith Herault finit par être tuée par l'avalanche.

## Fiche technique
Sauf indication contraire, les informations mentionnées dans cette section peuvent être confirmées par la base de données cinématographiques IMDb,  présente dans la section « Liens externes ».
- Titre original et québécois : Les Rivières pourpres[2]
- Titre international : The Crimson Rivers
- Réalisation : Mathieu Kassovitz
- Scénario : Mathieu Kassovitz et Jean-Christophe Grangé, d'après le roman Les Rivières pourpres de Jean-Christophe Grangé
- Musique : Bruno Coulais
- Décors : Thierry Flamand
- Costumes : Julie Mauduech et Sandrine Follet
- Photographie : Thierry Arbogast
- Son : Vincent Tulli, Cyril Holtz, Philippe Amouroux
- Montage : Maryline Monthieux
- Production : Alain Goldman
  - Production exécutive : Jérôme Chalou
  - Production associée : Catherine Morisse
- Sociétés de production[3] : Légende Entreprises, Gaumont et TF1 Films Production, avec la participation de Studiocanal
- Société de distribution : Gaumont Buena Vista International (France), Alliance Atlantis Vivafilm (Canada)
- Budget : 13,1 millions d’euros[4] ; 14 millions d’euros[5]
- Pays de production :  France
- Langue originale : français
- Format[6] : couleur (Technicolor) - 35 mm - 2,35:1 (Cinémascope) (Panavision) - son DTS | Dolby Digital
- Genre : thriller, policier
- Durée : 106 minutes
- Dates de sortie[2] :
  - France, Suisse romande : 27 septembre 2000[7]
  - Belgique : 4 octobre 2000[8]
- Classification[9] :
  - France : interdit aux moins de 12 ans[10]
  - Belgique : interdit aux moins de 16 ans (KNT/ENA : Kinderen Niet Toegelaten  / Enfants Non Admis)[Note 1],[11]
  - Suisse romande : interdit aux moins de 16 ans[12]

## Distribution
- Jean Reno : le commissaire Pierre Niémans
- Vincent Cassel : le lieutenant Max Kerkérian
- Nadia Farès : Fanny Ferreira / Judith Hérault
- Dominique Sanda : Sœur Andrée
- Karim Belkhadra : le capitaine Dahmane
- Jean-Pierre Cassel : Dr Bernard Chernezé
- Didier Flamand : le recteur
- François Levantal : le pathologiste
- Francine Bergé : la directrice
- Philippe Nahon : l'homme des services techniques d'autoroute (surnommé « le fossoyeur »)
- Laurent Lafitte : Hubert, le fils du recteur
- Christophe Bernard : un skinhead
- Nicky Naudé : un skinhead
- Vincent Tulli : le technicien informatique
- Nicolas Koretzky : le policier informatique
- Christophe Rossignon : le policier dans la station de train
- Dominique Bettenfeld : le policier théoricien
- Alexis Robin : l'enfant avec son chien d'aveugle
- Olivier Morel : Philippe Sertys
- Mathieu Kassovitz : un tueur à capuche / une voix à la radio (caméo)

## Production

### Genèse et développement
Mathieu Kassovitz adapte lui-même en scénario le best-seller Les Rivières pourpres avec Jean-Christophe Grangé, qui collabore lui aussi à l'écriture du film. Cela a été source de pression pour le cinéaste :

« Travailler avec l'auteur du livre, de l'idée originale, ça n'est pas évident. Et j'avoue que j'ai eu un peu peur parce que c'est difficile, quand on écrit un bouquin de 400 pages, de le résumer à 120 pages de scénario, arriver à mettre en 1 h 30 ce qui normalement prendrait 5 heures de film, il faut sabrer des choses et là, on tape dans l'ego de l'auteur. Heureusement, Jean-Christophe était vraiment complètement à la disposition du film et était le premier à me dire : “Donne des coups de pied dans le bouquin, on s'en fout, changeons les trucs, changeons ce qu'il faut pour que le film soit le film. Il faut le faire vivre complètement, indépendamment du bouquin qui est très fourni, très dense. Ça doit être un film court, tendu”. C'était un véritable plaisir de travailler avec lui parce qu'il a eu l'intelligence de se lancer dans le film en oubliant le livre et a accepté de changer des choses. »

Vincent Cassel est plus mitigé et dénonce les nombreuses réécritures du script qui prennent de grandes libertés avec le roman.

### Attribution des rôles
Mathieu Kassovitz dirige à nouveau Vincent Cassel, après Métisse (1993) et La Haine (1995). Auteur du roman original et coscénariste du film, Jean-Christophe Grangé a été très satisfait du choix des acteurs : 

« Je suis comme tout le monde, j'ai été marqué en profondeur par cette scène devant la glace dans La Haine, où Vincent Cassel interroge son reflet : “C'est à moi que tu parles ?” Je me souviens quand Mathieu m'a parlé de son choix, j'étais aux anges. Nous savions déjà que Jean acceptait de jouer le rôle de Niémans et voilà que Vincent montait lui aussi dans le bateau. Pour moi, c'était le casting rêvé (…). Pour Nadia, c'est exactement la même chose. Elle est l'incarnation parfaite du personnage de Fanny. »

### Tournage
Le tournage a débuté le 25 octobre 1999 et s'est terminé en mars 2000. Le film a principalement été tourné en :
- Isère
  - à Virieu d'abord au pied du lotissement Des Colombettes situé rue de la Bourbre pour la scène où les deux policiers viennent chercher Vincent Cassel. Puis lorsque la voiture de police roule on devine en arrière-plan leur trajet, au cours duquel ils empruntent la rue de la Bourbre pour ensuite emprunter la rue du Vallon de Lamartine en direction du centre village. Alors que le film se passe en zone police, le véhicule longe les bâtiments de la gendarmerie de Virieu.
  - au Pont de Brion sur l'Ébron dans la commune de Roissard, au sud de Grenoble (scène de poursuite en voiture) ;
  - dans la commune de Livet-et-Gavet, notamment à Livet dans l'ancienne maison de Charles Albert Keller ;
  - à Grenoble, notamment dans l'ancienne bibliothèque pour les scènes de la bibliothèque ;
  - dans la commune d'Apprieu pour certaines scènes du bar et le squat des skinheads (ces bâtiments ont depuis été démolis) ainsi que pour les scènes du cimetière ;
  - à Vinay, à l'école des garçons ;
- Haute-Savoie
  - sur des glaciers des Alpes (glaciers du Tour et d'Argentière, Aiguille des Grands Montets, grotte de glace de la Mer de Glace) ;
  - à la chartreuse de Mélan à Taninges (Haute-Savoie), pour la scène de la rencontre entre Max Kerkerian et la mère de Judith Hérault.
  - au château de Bonneville
- Savoie :
  - à Aussois, cascade St-Benoit, pour la scène du premier crime ;
  - à Albertville, sur l'ex-anneau de vitesse des Jeux olympiques ;
  - dans la vallée de la Maurienne, notamment dans le centre de l'ONERA d'Avrieux qui sert de cadre à l'Université de Guernon dans le film ; et à la centrale EDF de Villarodin, cadre de l’hôpital
- Seine-Saint-Denis
  - aux studios Éclair à Épinay-sur-Seine ;
- Yvelines et Paris
  - à Jouy-en-Josas dans les Yvelines ;
  - à l'Institut de paléontologie humaine de Paris
- Rhône
  - les scènes d'autopsie ont été filmées à l'Institut médico-légal de Lyon.

Le corps présent au début du générique du film est entièrement réalisé en silicone par l'équipe de Jean-Christophe Spadaccini, Denis Gastou et Pascal Molina. C'est la première fois dans l'histoire du cinéma français qu'un accessoire aussi réaliste était filmé d'aussi près. Ce faux corps était si crédible que Mathieu Kassovitz décida de réaliser le générique du film uniquement avec des gros plans du cadavre, en plus de ceux exigés par l'histoire (scène de morgue). Les plans suivants réalisés par hélicoptère sont tournés durant la phase de postproduction.

## Accueil

### Accueil critique
Le film reçoit des critiques assez partagées. En France, le film obtient une note moyenne de 3,3⁄5 sur le site AlloCiné, qui recense 24 titres de presse. Sur l'agrégateur américain Rotten Tomatoes, il récolte 68% d'opinions favorables pour 53 critiques et une note moyenne de 6⁄10. Sur Metacritic, il obtient une note moyenne de 49⁄100 pour 19 critiques.
Matthieu Kassovitz déclare, avec le recul, être lui-même mitigé sur le final montagnard du film.

### Box-office
| Pays ou région    | Box-office        | Date d'arrêt du box-office | Nombre de semaines |
| ----------------- | ----------------- | -------------------------- | ------------------ |
| France            | 3 255 184 entrées | -                          | -                  |
| États-Unis Canada | 594,966 $         | 8 février 2001             | 2                  |
| Total mondial     | 60 094 966 $      | -                          | -                  |

## Distinctions
Entre 2000 et 2001, Les Rivières pourpres a été sélectionné 7 fois dans diverses catégories et a remporté 1 récompense,.

### Récompenses
- Étoiles d'or du cinéma français 2001 : Étoile d'or du meilleur réalisateur pour Mathieu Kassovitz.

### Nominations
- Festival de Saint-Sébastien 2000 : Coquille d'or pour Mathieu Kassovitz.
- César 2001 :
  - Meilleur réalisateur pour Mathieu Kassovitz,
  - Meilleure musique pour Bruno Coulais,
  - Meilleure photographie pour Thierry Arbogast,
  - Meilleur son pour Vincent Tulli et Cyril Holtz,
  - Meilleur montage pour Maryline Monthieux.

## Commentaires
- L'hélicoptère Alouette II Lama immatriculé F-GIBK figurant dans le film a été détruit quelques années plus tard lors de travaux aériens[25]. Le second hélicoptère figurant dans le film, un Alouette III immatriculé F-GPGM, que l'on voit dans la scène finale, a lui aussi été détruit en 2013 dans l'accident emportant son propriétaire (l'appareil avait changé de propriétaire entre le tournage et cet accident aérien)[26].
- La devise de l’Université de Guernon est la locution latine « Mens sana in corpore sano », un esprit sain dans un corps sain, annonçant l’exigence physique et intellectuelle attendue des élèves.
- Au début du film, une plaque aux abords de l’Université mentionne l’expression « Heureux celui qui a pu pénétrer les causes secrètes des choses ». Bien que le film multiplie les allusions au latin, il s’agit de la traduction d’un vers du poète latin Virgile dans les Géorgiques (II, 489).
- Le Pavillon Keller a partiellement brûlé en 2013.
- En visitant la maison de Fanny, Vincent Cassel demande s’ils sont arrivés « chez Cliffhanger » en voyant le matériel d’alpinisme entreposé. Il évoque le film Cliffhanger : Traque au sommet de Renny Harlin avec Sylvester Stallone sorti en 1993, dont l’intrigue suit des personnages s’opposant en haute-montagne.
- L'un des thèmes du film est l'eugénisme[27].